# Thoraxschublehre

Thoraxschublehre

Die Thoraxschublehre nach Burri ist ein Hilfsmittel zur Bestimmung der Position des rechten Herzvorhofs eines liegenden Patienten.
Der Name leitet sich aus Thorax für Brustkorb und dem Messinstrument Schublehre her. Sie wird an Ober- und Unterseite des Patienten angelegt, wobei ein Dorn als Zeiger fungiert und die vertikale Ausdehnung des liegenden Oberkörpers ins Verhältnis 2 zu 3 teilt. Mit einem Filzstift markiert man die so lokalisierte Stelle seitlich an den Rippen. So bereitet man die Messung des zentralen Venendrucks in der Vena cava superior vor.

## Quelle
- Dietmar Stolecki, Matthias Grünewald, Thomas Stephan: Thiemes Intensivpflege und Anästhesie mit DVD. Georg Thieme Verlag, 2005, ISBN 978-3-13-130910-5, S. 154–155. (eingeschränkte Vorschau in der Google-Buchsuche)